# لوکا تبیانی
لوکا تبیانی (انگلیسی: Luca Tabbiani؛ زادهٔ ۱۳ فوریهٔ ۱۹۷۹) بازیکن فوتبال اهل ایتالیا است.
از باشگاه‌هایی که در آن بازی کرده‌است می‌توان به باشگاه فوتبال کرمونزه، باشگاه فوتبال باری، باشگاه فوتبال تریستیانا، باشگاه فوتبال پیزا، و باشگاه فوتبال جنوآ اشاره کرد.